# Aroue-Ithorots-Olhaïby
Aroue-Ithorots-Olhaïby è un comune francese di 250 abitanti situato nel dipartimento dei Pirenei Atlantici nella regione della Nuova Aquitania.
Tra il 1790 e il 1794, il comune di Ithorots assorbì quello di Olhaïby per formare il nuovo comune di Ithorots-Olhaïby. Il 1º agosto 1973 (con decreto dell prefettura del 20 luglio 1973) il comune di Aroue assorbì a sua volta quello di Ithorots-Olhaïby, per formare l'attuale comune di Aroue-Ithorots-Olhaïby.

## Società

### Evoluzione demografica
Abitanti censiti

## Immagini di Aroue-Ithorots-Olhaïby

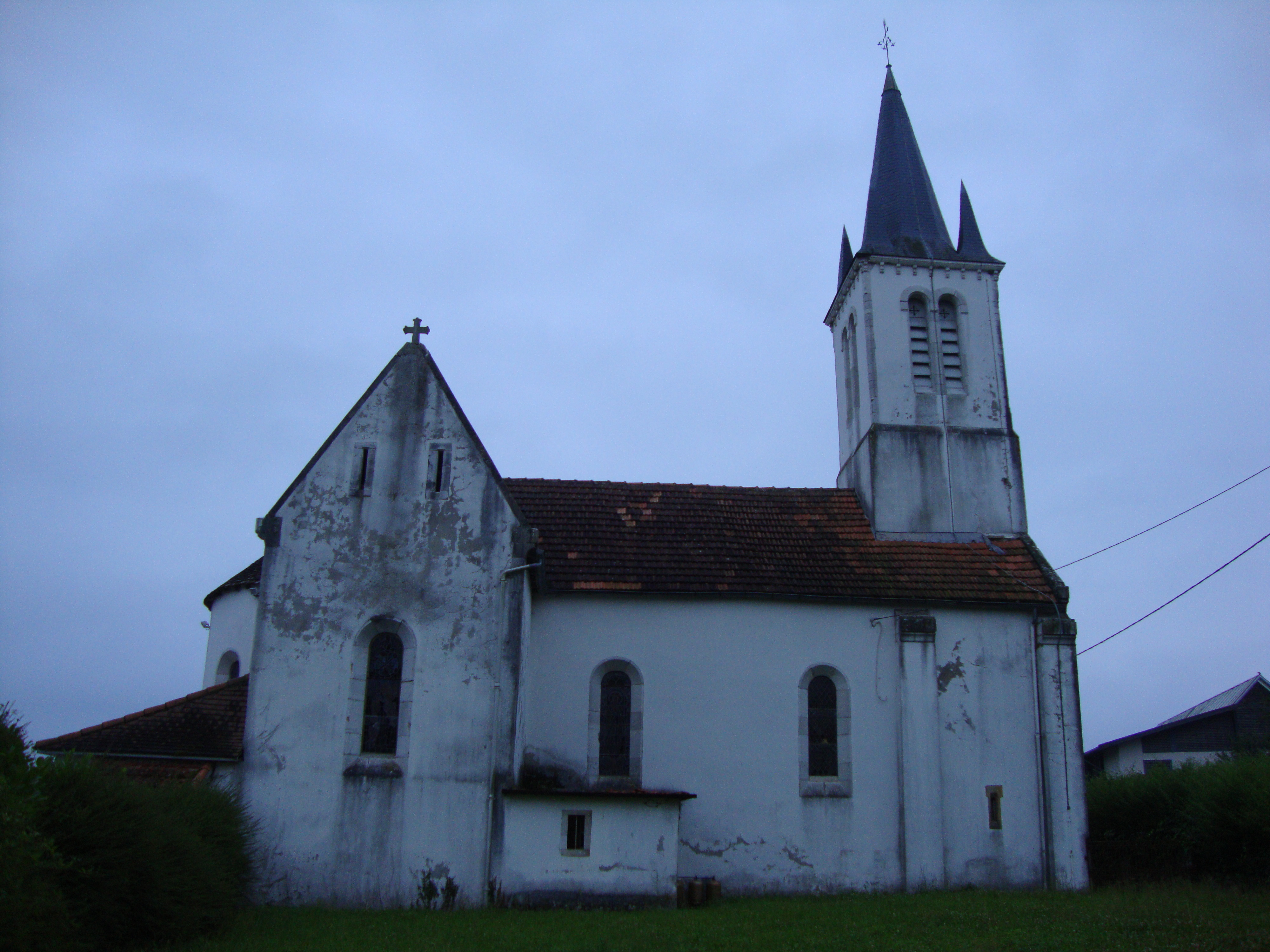
La chiesa di Santo Stefano di Aroue nella luce del mattino.
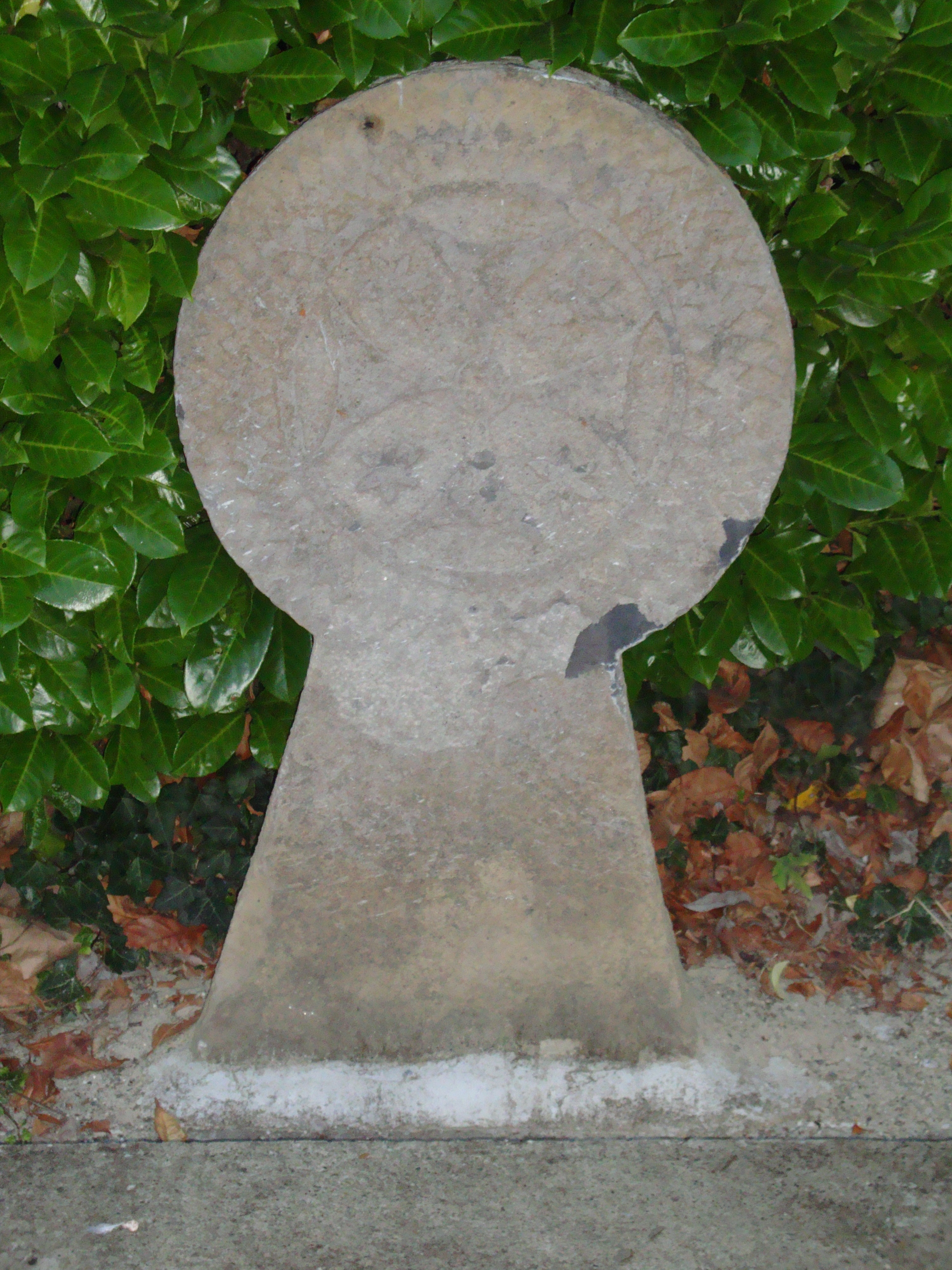
Stele discoidale del cimitero di Aroue.
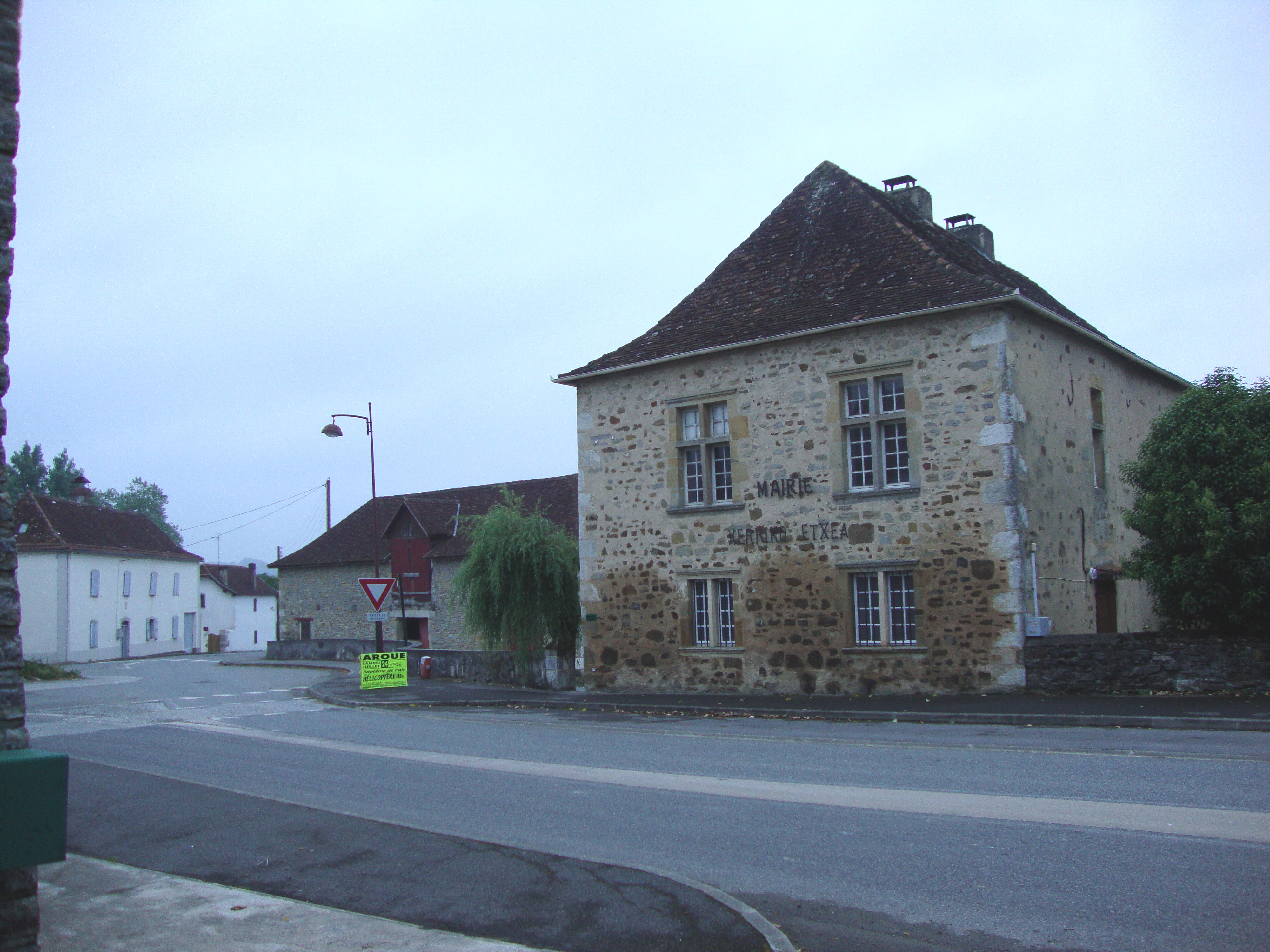
Il Municipio, sito ad Aroue.
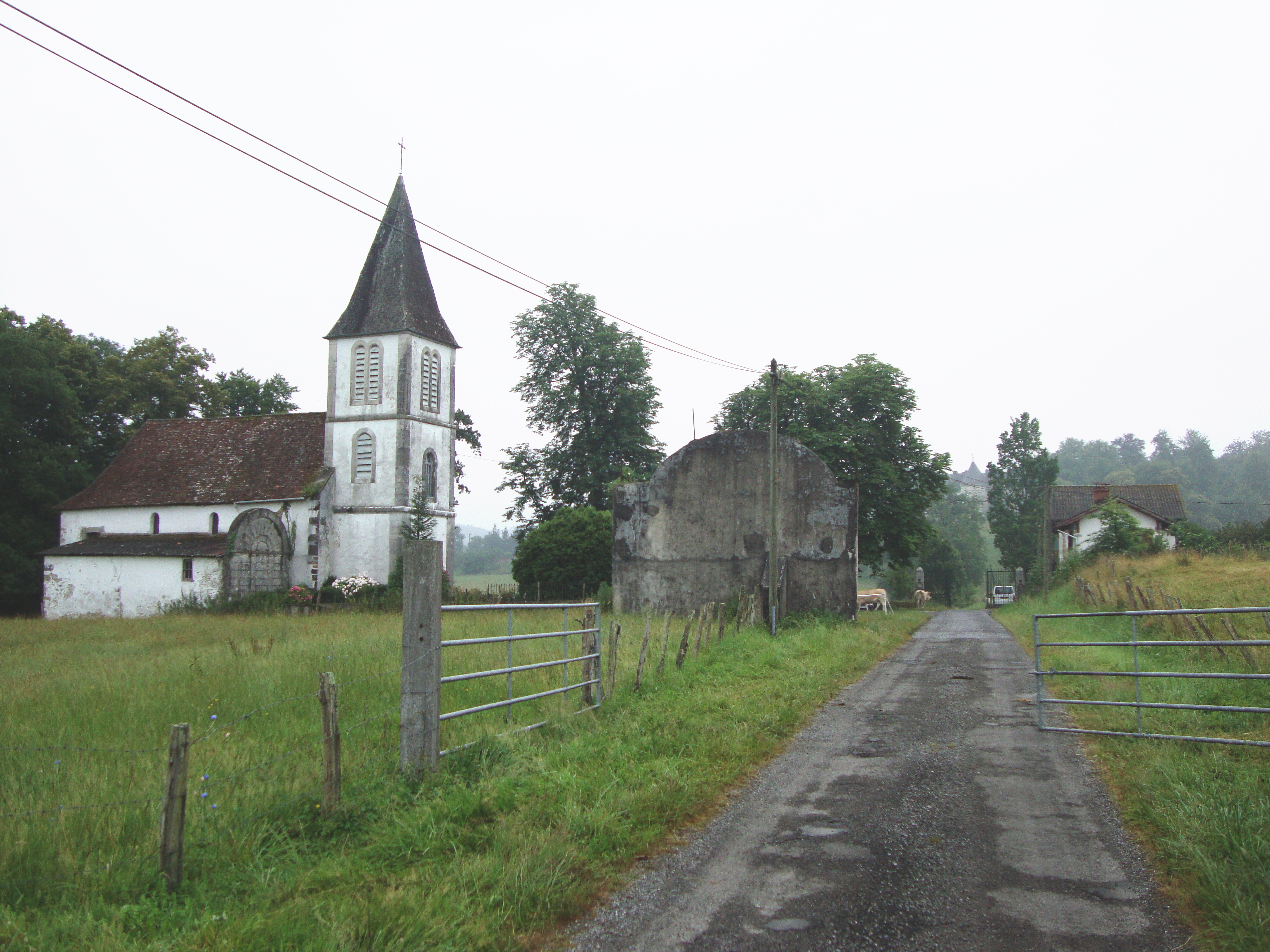
Il villaggio di Ithorots, la chiesa, il frontone, sullo sfondo il castello.
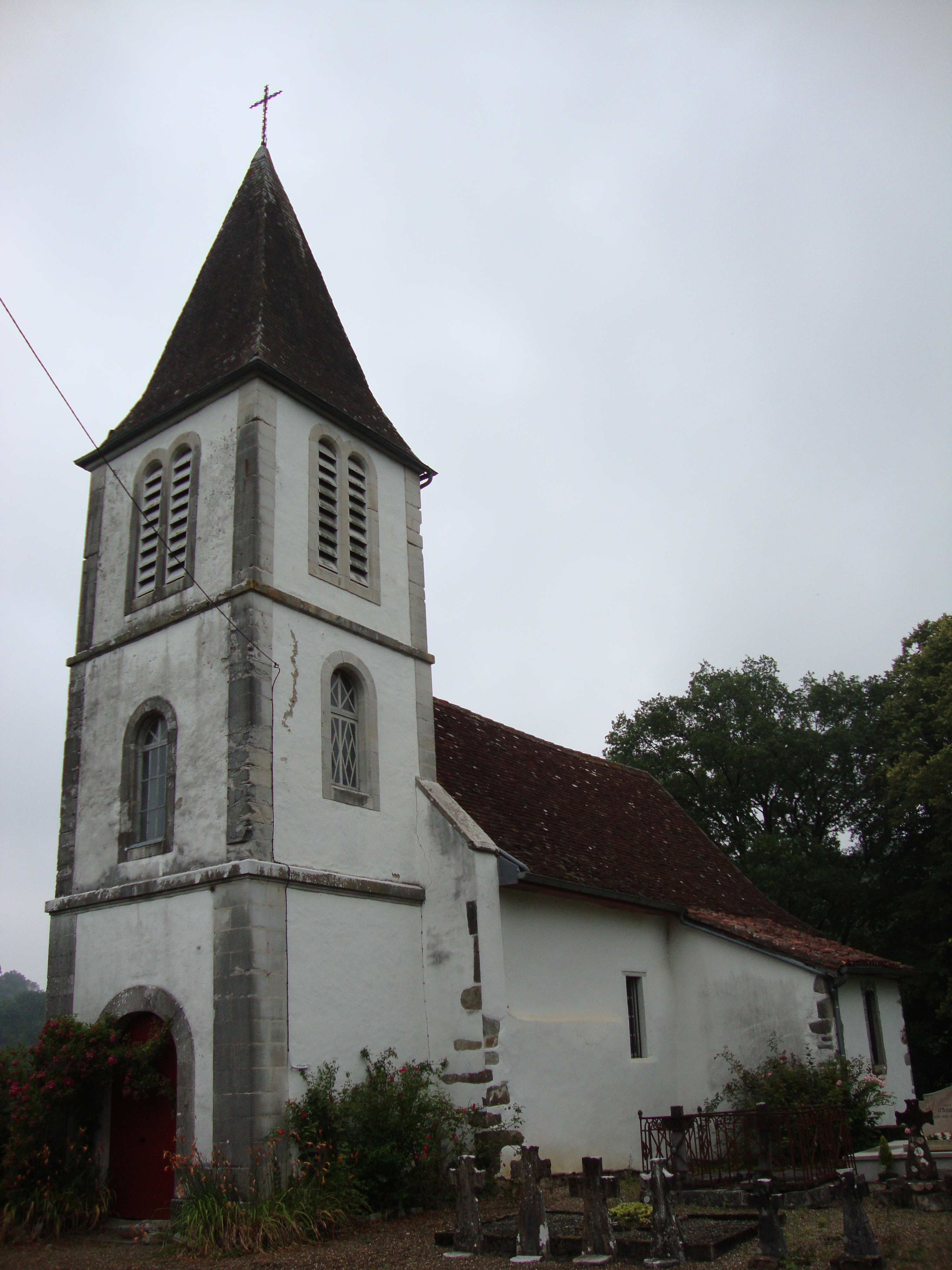
La chiesa  di Ithorots.